# Forte de Copacabana (artilharia)

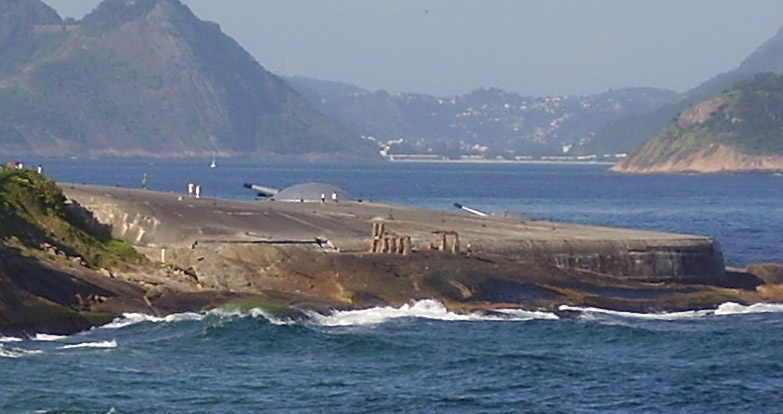
Forte de Copacabana, Brasil: vista das cúpulas de 190 e 305mm.

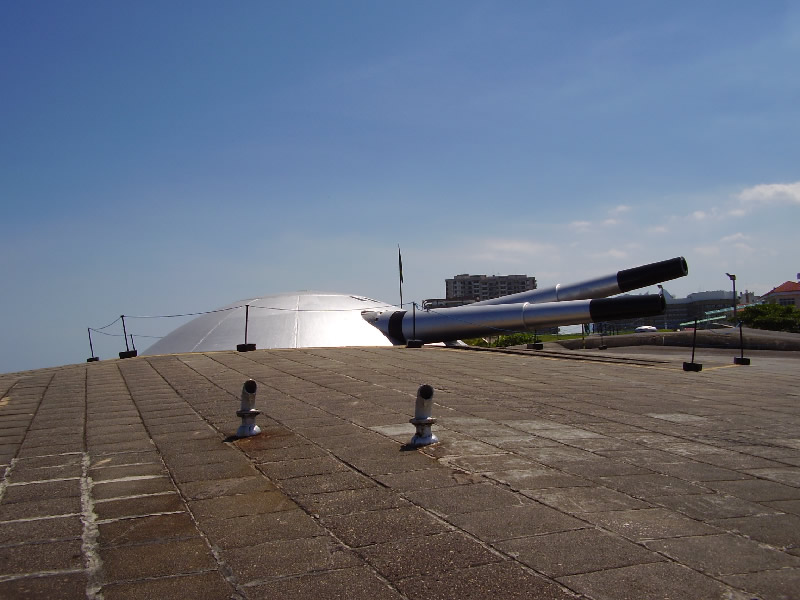
Forte de Copacabana, Brasil: Cúpula da bateria de 305mm.

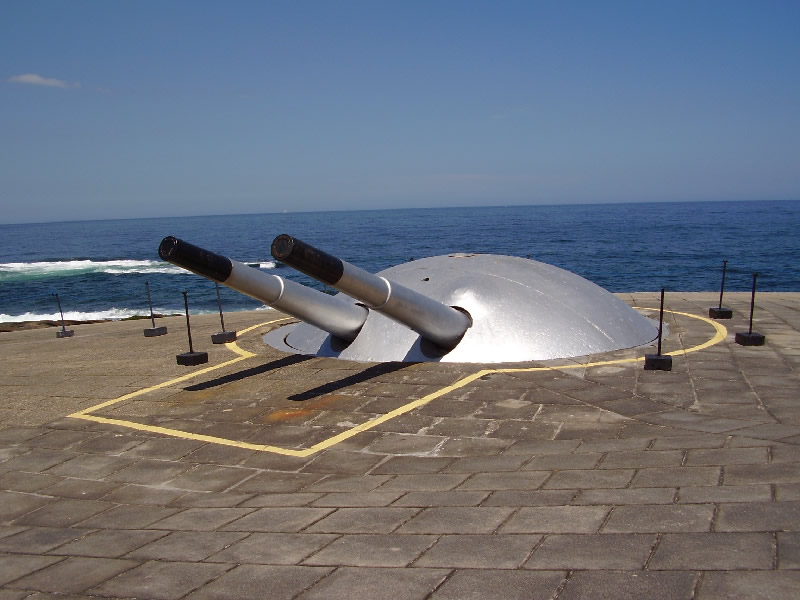
Forte de Copacabana, Brasil: Cúpula da bateria de 190mm.

A artilharia do Forte de Copacabana, considerado o mais moderno da América do Sul à época de sua construção, no início do século XX, é composta por quatro cúpulas encouraçadas equipadas com canhões fabricados pelo conglomerado alemão Krupp AG.
A bateria da cúpula número um é composta por dois canhões de 305 mm com um alcance máximo de 23 km. Denominada Cúpula Duque de Caxias, os seus tubos receberam os nomes de Barroso e Osório. A munição destes canhões pesava mais de 400 kg e podia romper a blindagem dos mais poderosos encouraçados da época.
A bateria da cúpula número dois é composta por dois canhões de 190 mm. Denominada Cúpula André Vidal, possuía um alcance máximo de 18 km.
Ambas as cúpulas giravam 360°. Cada uma possuía a sua própria Câmara de Tiro, uma sala equipada com instrumentos para cálculos de balística. Estas Câmaras trabalhavam de acordo com as informações trazidas das posições de observação.
As outras duas cúpulas estão armadas com um canhão de 75 mm cada. Foram denominadas Torre Antônio João, a situada ao Norte, e Torre Ricardo Franco, a situada ao Sul. Estas cúpulas possuíam um alcance máximo de 7 km e giravam até 180°.
O Forte também era equipado com uma bateria de projetores, holofotes para iluminar alvos aéreos à noite.
O Forte de Copacabana foi construído em forma de casamata abobadada com paredes externas de 12 metros de espessura, podendo resistir a pesado fogo inimigo. Era dotado de todas as instalações necessárias a uma longa permanência da guarnição: central de geração de energia elétrica, depósitos de víveres e munição, depósito de água, refeitório, cozinha, alojamentos e enfermaria.

## Ver também

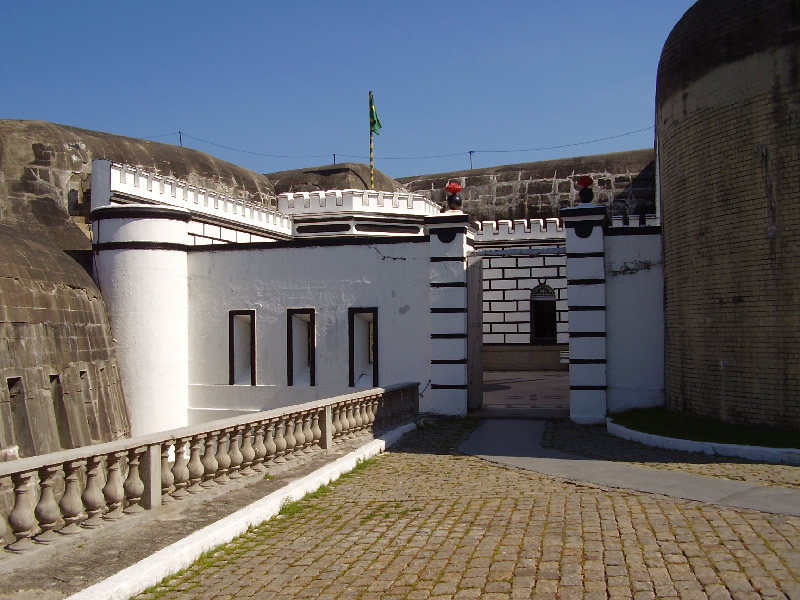
Entrada do Forte - Uma única e estreita entrada com seteiras para disparo na muralha externa e na fachada interna.
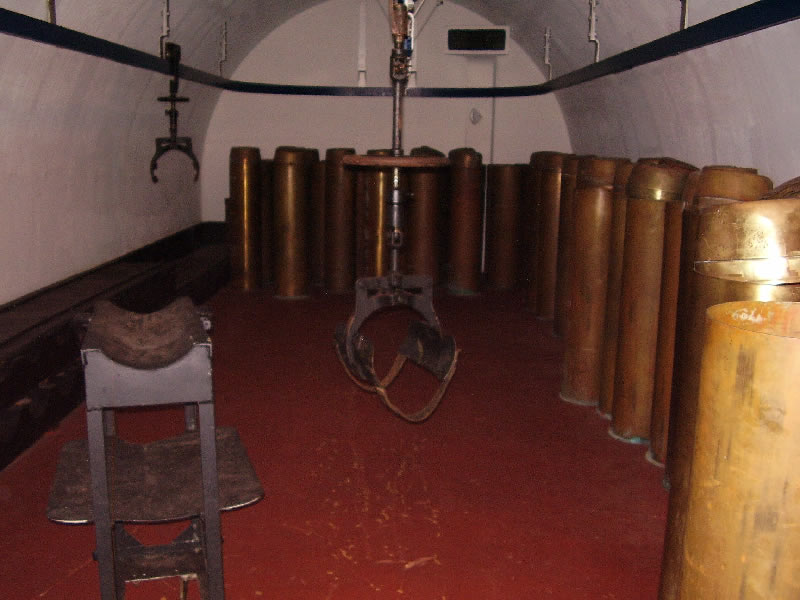
Paiol da Bateria de 305mm - cartuchos.
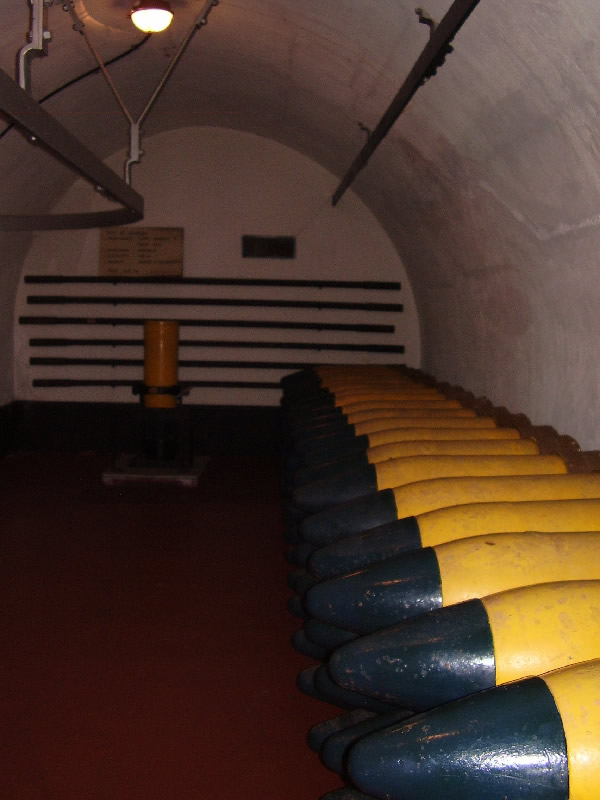
Paiol da Bateria de 305mm - munições.
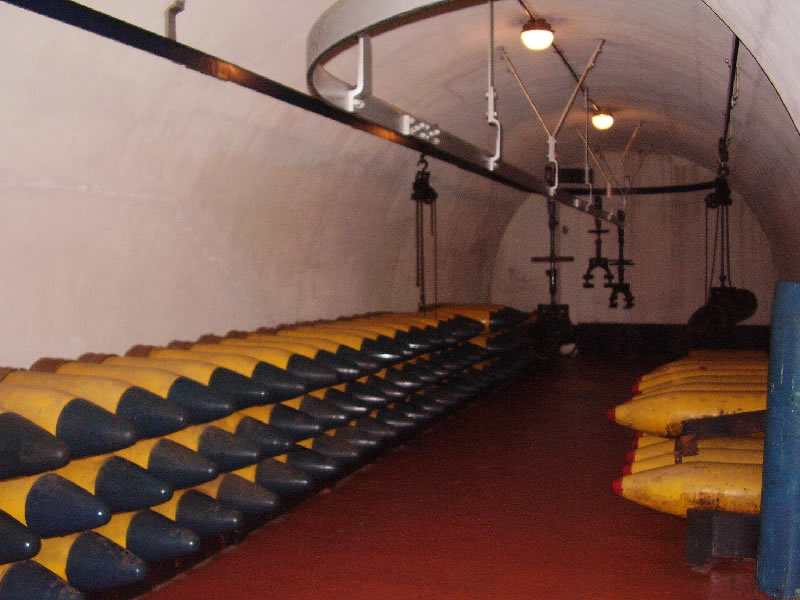
Paiol da Bateria de 305mm - munições - Notar sistema de trilhos no teto para transporte.
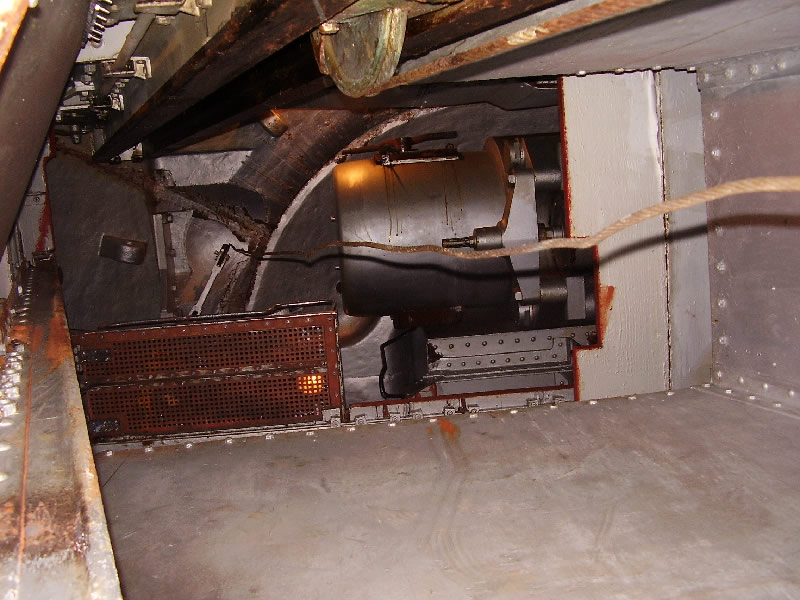
Culatra da bateria de 305mm.
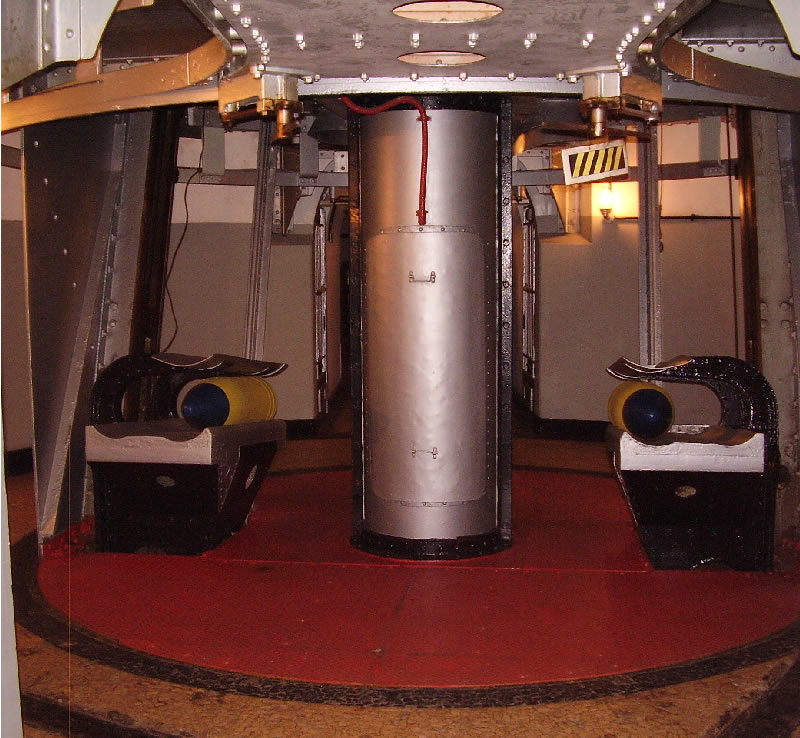
Plataforma giratória e elevador de munição.
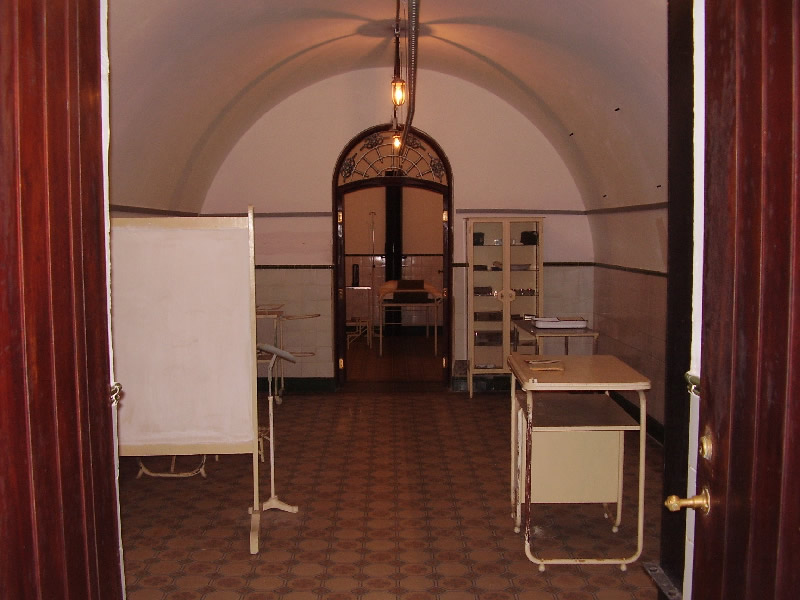
Enfermaria
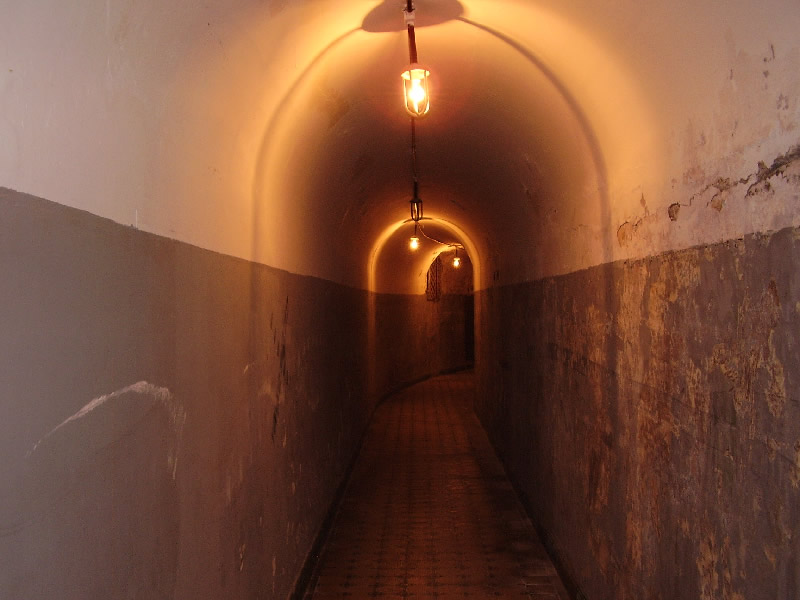
Ambiente interno da fortaleza.